# Noc na Karlštejně (divadelní hra)
Noc na Karlštejně je divadelní hra Jaroslava Vrchlického z roku 1884. Zajímavostí této divadelní hry je také to, že bývala pravidelně hrána na letní scéně pod širým nebem přímo na nádvoří hradu Karlštejna, kde často vystupovali herci z pražského Národního divadla. Hra byla poprvé provozována v Národním divadle 28. května 1884.

## Děj
Karel IV. vybudoval hrad Karlštejn s tím, že se na něm nebudou vyskytovat žádné ženy a on se tam bude moci v klidu věnovat mužským záležitostem.
Tento zákaz však byl jedné noci porušen hned dvakrát. Na hradě se ocitly dvě ženy – první byla Alena, neteř purkrabího (= správce hradu), která se se svým otcem, když byl opilý, vsadila o to, že si bude moci vzít za muže císařského šenka jménem Pešek, pokud stráví noc na Karlštejně a přitom ji nikdo nechytí. Druhou ženou byla sama císařovna, které se po muži, jehož milovala, natolik stýskalo, že nebrala jeho zákaz na vědomí a místo na svůj hrad Karlík se potají vydala na Karlštejn. První, kdo se o císařovnině přítomnosti dověděl, byl arcibiskup Arnošt. Ten se císařovně rozhodl pomoci a převlékl ji do oděvu šenka Peška. V tomto přestrojení měla strávit noc v předpokoji císaře a pokud by bylo třeba být mu k službám.
Arcibiskup Arnošt přesvědčil šenka Peška, aby předstíral, že je nemocný a vůbec nevycházel ze svého pokoje. To, že Pešek nesmí ze svého pokoje, se ale nelíbilo jeho nastávající Aleně, a tak mu dělala různé naschvály, bavila se s ostatními muži a s ním sotva prohodila pár slov.
Na hradě byli kromě nezvaných hostů i hosté zvaní – s diplomatickým posláním vévoda Štěpán II. Bavorský a cyperský král Petr, kterému se vůbec nezamlouval zákon zakazující na hradě přítomnost žen.
Když císař Karel pozná svou ženu, manželé se rozhodnou, že ještě tu noc tajně opustí hrad Karlštejn. To se jim však nepodaří, protože Štěpán spolu s Petrem vyvolají poplach, že se na hradě ukrývá žena. Všichni okamžitě onu ženu hledají. Štěpán Alenu nalezne na strážnici a dají se spolu do souboje. Karel IV. však zastaví nejen souboj, ale i celé prohledávání hradu. Císařovna se mezitím převlékne do svých šatů a tajně opustí hrad. Záhy se brána hradu otevírá a císařovna předstírá, že jen náhodou dorazila místo na svůj hrad Karlík na Karlštejn. Karel IV. zruší svůj zákaz týkající se přítomnosti žen na Karlštejně a od té chvíle jsou ženy na hradě vítány stejně tak jako muži.

## Citát
| „                 | Tak jsme s Brožovou jako první profesionální herci hráli Elišku a Karla IV. v přírodě na karlštejnském nádvoří, tam, co je studna, pod tou lípou. Však to taky byla moje nejoblíbenější divadelní role…Tak jsme založili tradici Noci na Karlštejně hrané přímo uvnitř hradu. | “ |
| — Otomar Korbelář | |   |

## Rozhlasové adaptace
- Hra byla v roce 1956 natočena i v Československém rozhlase,[2] později byla vydána i na gramofonových deskách. Režii rozhlasové hry provedl Jiří Horčička. Císaře a krále Karla IV. zde hrál Otomar Korbelář, Alžbětu jeho manželku Jiřina Petrovická.
- V novější verzi hrál císaře a krále Luděk Munzar, královnu a císařovnu Alžbětu pak Jana Drbohlavová.[2]

## Divadelní obsazení
| Divadelní role                                   | Herecké obsazení |
| ------------------------------------------------ | ---------------- |
| Karel IV. Lucemburský, císař římský a král český | Daniel Bambas    |
| Eliška, jeho manželka                            | Hana Holišová    |
| Eliška, jeho manželka                            | Marie Křížová    |
| Petr I., král cyperský                           | Pavel Vítek      |
| Paní Ofka, hofmistryně císařovny                 | Regina Rázlová   |
| Štěpán, vévoda bavorský                          | Jan Kříž         |
| Štěpán, vévoda bavorský                          | Roman Tomeš      |
| Arnošt z Pardubic, arcibiskup pražský            | Václav Knop      |
| Alena, neteř purkrabího                          | Ivana Korolová   |
| Alena, neteř purkrabího                          | Sabina Rojková   |
| Pešek Hlavně, císařův číšník                     | Tomáš Smička     |
| Purkrabí                                         | Miloslav Mejzlík |
| Velitel stráže                                   | Martin Hubeňák   |
| Zbrojnoš                                         | Lukáš Kunst      |
| Zbrojnoš                                         | Richard Pekárek  |
| Zbrojnoš                                         | Karel Šteker     |
| Zbrojnoš                                         | Petr Šudoma      |
| Zbrojnoš                                         | Martin Pelán     |
| Zbrojnoš                                         | Lukáš Tůma       |

## Filmové adaptace
Podle námětu této divadelní hry vznikl v roce 1965 stejnojmenný film režiséra Františka Filipa s tehdy oblíbenými písněmi (Gott, Matuška) s novými texty. V hlavních rolích Vladimír Ráž, Jiřina Bohdalová, Ladislav Trojan, Iva Janžurová, Jaroslav Marvan, Bohuš Záhorský, Rudolf Deyl ml. a Jiří Holý.
Další stejnojmenný filmový muzikál režiséra Zdeňka Podskalského s písněmi Karla Svobody a Jiřího Štaidla vznikl v roce 1973. V hlavních rolích Vlastimil Brodský, Jana Brejchová, Jaromír Hanzlík, Daniela Kolářová, Jaroslav Marvan, Karel Höger, Miloš Kopecký a Waldemar Matuška.